# Elecciones generales de Dinamarca de 2022
Se celebraron elecciones generales en el Reino de Dinamarca el 1 de noviembre de 2022, después del llamado a elecciones anticipadas por parte de la primera ministra Mette Frederiksen, siete meses antes de lo previsto. Se eligieron los 179 miembros del Folketing, de los cuales, siendo electos 175 representantes del país danés, dos de las Islas Feroe y dos de Groenlandia. En las Islas Feroe, la votación se realizó el día anterior.
Las elecciones terminaron con una victoria muy apretada para el "bloque rojo" comandado por la socialdemócrata Frederiksen, y también conformado por el Partido Popular Socialista, la Alianza Roji-Verde, el Partido Social Liberal y La Alternativa, logrando exactamente los 90 mandatos que otorgaban la mayoría absoluta al sumar 3 de los 4 escaños de las Islas Feroe y Groenlandia. En el "bloque azul", Venstre, que logró el segundo lugar en la votación, vio una pérdida de casi la mitad de sus mandatos, aun así lograron 73 escaños junto a los Demócratas de Dinamarca, la Alianza Liberal, el Partido Popular Conservador, La Nueva Derecha, el Partido Popular Danés y un mandato de las Islas Feroe. El nuevo partido Moderados, del ex primer ministro Lars Løkke Rasmussen, que no adscribía a ninguno de los dos bloques tradicionales, logró el tercer lugar lo que sería importante durante la formación de gobierno.
El 2 de noviembre, Frederiksen presentó a la reina la renuncia de su gobierno conformado solo por su partido y recibió el encargo de formar uno nuevo. El 13 de diciembre, se anunció el acuerdo para formar un gobierno de coalición con partidos a ambos lados del centro y el 15 de diciembre su nuevo gobierno tomó oficialmente el cargo.

## Contexto
Las elecciones generales danesas de 2019 terminaron con una victoria de 91 escaños para los Socialdemócratas de Mette Frederiksen y sus partidos de apoyo. 22 días después, se formó un gobierno minoritario únicamente integrado por los Socialdemócratas. El gobierno fue apoyado por los otros partidos del "bloque rojo", el Partido Popular Socialista, el Partido Social Liberal y la Alianza Roji-Verde. Así, Mette Frederiksen, la líder de los socialdemócratas, se convirtió en primera ministra.
El 2 de julio de 2022, el Partido Social Liberal, que le entregaba apoyo parlamentario al gobierno, había amenazado con una moción de censura si la primera ministra no llamaba a elecciones anticipadas antes del 4 de octubre, durante el inicio del año parlamentario. Esto debido a la publicación del reporte de la comisión investigadora sobre el sacrificio de visones que criticó el manejo que realizó el gobierno con respecto al brote del Clúster 5 en noviembre de 2020. El 5 de octubre de 2022, Frederiksen anunció que las elecciones generales se celebrarían el 1 de noviembre de 2022. Días después se anunció que la votación en las Islas Feroe se realizaría el 31 de octubre debido a que el 1 de noviembre coincide con el día anual de recuerdo de quienes murieron en el mar.

## Sistema electoral

Papeleta para las elecciones al Folketing. Tiene espacios para escribir el símbolo del partido, nombre del partido y del candidato por el cual se vota.

Los 179 miembros del Folketing son elegidos en Dinamarca (175), las Islas Feroe (2) y Groenlandia (2). Los 175 escaños en Dinamarca incluyen 135 escaños elegidos en diez circunscripciones electorales plurinominales por representación proporcional, utilizando el método d'Hondt. Se eligen otros 40 escaños de nivelación para solucionar cualquier desequilibrio en la distribución de los escaños de la circunscripción, y se distribuyen entre todos los partidos que superan el umbral electoral del 2%, según su porcentaje de votos a nivel nacional.
Según la Constitución danesa, la elección deberá celebrarse a más tardar el 4 de junio de 2023, ya que la última elección se celebró el 5 de junio de 2019. La primera ministra puede convocar elecciones en cualquier fecha, siempre que esa fecha no sea posterior a cuatro años de la elección anterior, y esto a menudo se cita como una ventaja táctica para el gobierno en funciones, ya que puede convocar elecciones anticipadas cuando las encuestas son favorables. Por ejemplo, Lars Løkke Rasmussen, el anterior primer ministro, anunció el 7 de mayo de 2019 que las elecciones se celebrarían el 5 de junio de 2019. La última fecha posible para esa elección era el 17 de junio de 2019.

## Partidos participantes
La siguiente tabla enumera los partidos representados en el Folketing hasta el llamado a elecciones anticipadas.

## Encuestas de opinión

Líneas de tendencia de las encuestas de opinión danesas hacia las elecciones generales de 2022. Cada línea corresponde a un partido político. El intervalo de fechas de estos sondeos de opinión abarca desde junio de 2019, cuando se celebraron las anteriores elecciones parlamentarias, hasta noviembre de 2022. La línea negra discontinua indica el umbral de 2% para ingresar al parlamento.

### Dinamarca
| Letra | Letra | Nombre de partido                                                                                          | Líder                         | Resultado 2019 | Resultado 2019 | Escaños finales |
| Letra | Letra | Nombre de partido                                                                                          | Líder                         | Votos          | Escaños        | Escaños finales |
| ----- | ----- | --- | ----------------------------- | -------------- | -------------- | --------------- |
|       | A     | Socialdemócratas Socialdemokraterne                                                                        | Mette Frederiksen             | 25,9%          | 48/179         | 49/179          |
|       | V     | Venstre-Partido Liberal Danés Venstre, Danmarks Liberale Parti («Izquierda, Partido Liberal de Dinamarca») | Jakob Ellemann-Jensen         | 23,4%          | 43/179         | 39/179          |
|       | F     | Partido Popular Socialista Socialistisk Folkeparti                                                         | Pia Olsen Dyhr                | 7,7%           | 14/179         | 15/179          |
|       | B     | Partido Social Liberal Det Radikale Venstre («La Izquierda Radical»)                                       | Sofie Carsten Nielsen         | 8,6%           | 16/179         | 14/179          |
|       | Ø     | Alianza Roji-Verde Enhedslisten – De Rød-Grønne (Lista de Unidad – Los Roji-Verdes)                        | Liderazgo colectivo           | 6,9%           | 13/179         | 13/179          |
|       | C     | Partido Popular Conservador Det Konservative Folkeparti                                                    | Søren Pape Poulsen            | 6,6%           | 12/179         | 13/179          |
|       | Æ     | Demócratas de Dinamarca Danmarksdemokraterne                                                               | Inger Støjberg                | –              | –              | 8/179           |
|       | O     | Partido Popular Danés Dansk Folkeparti                                                                     | Morten Messerschmidt          | 8,7%           | 16/179         | 6/179           |
|       | D     | La Nueva Derecha Nye Borgerlige                                                                            | Pernille Vermund              | 2,4%           | 4/179          | 4/179           |
|       | I     | Alianza Liberal Liberal Alliance                                                                           | Alex Vanopslagh               | 2,3%           | 4/179          | 3/179           |
|       | Å     | La Alternativa Alternativet                                                                                | Franciska Rosenkilde          | 3,0%           | 5/179          | 2/179           |
|       | Q     | Verdes Independientes Frie Grønne                                                                          | Sikandar Siddique             | –              | –              | 2/179           |
|       | M     | Moderados Moderaterne                                                                                      | Lars Løkke Rasmussen          | –              | –              | 1/179           |
|       | K     | Demócratas Cristianos Kristendemokraterne                                                                  | Marianne Karlsmose (interina) | 1,8%           | 0/179          | 0/179           |
|       |       | Independientes                                                                                             | –                             | 0,1%           | 0/179          | 6/179           |

### Islas Feroe
| Letra | Letra | Nombre de partido                        | Líder                  | Resultado 2019 | Resultado 2019 | Escaños finales |
| Letra | Letra | Nombre de partido                        | Líder                  | Votos          | Escaños        | Escaños finales |
| ----- | ----- | ---------------------------------------- | ---------------------- | -------------- | -------------- | --------------- |
|       | C     | Partido de la Igualdad Javnaðarflokkurin | Aksel V. Johannesen    | 24,3%          | 1/179          | 1/179           |
|       | B     | Partido Unionista Sambandsflokkurin      | Bárður á Steig Nielsen | 23,5%          | 1/179          | 1/179           |

### Groenlandia
| Letra | Letra | Nombre de partido                 | Líder             | Resultado 2019 | Resultado 2019 | Escaños finales |
| Letra | Letra | Nombre de partido                 | Líder             | Votos          | Escaños        | Escaños finales |
| ----- | ----- | --------------------------------- | ----------------- | -------------- | -------------- | --------------- |
|       | IA    | Comunidad Inuit Inuit Ataqatigiit | Múte Bourup Egede | 38,3%          | 1/179          | 1/179           |
|       | S     | Adelante Siumut                   | Erik Jensen       | 38,0%          | 1/179          | 1/179           |

## Resultados

### Dinamarca
Los resultados fueron tan estrechos que hubo que esperar hasta la totalidad de los votos escrutados para conocer si el "bloque rojo" lograría la mayoría de mandatos, lo cual sí ocurrió. Los ganadores de la elección fueron los Socialdemócratas, quienes lograron su mejor desempeño en los últimos 20 años, debido al 27,54% de los votos que correspondieron a 50 escaños, dos más que en la elección anterior. A pesar de que el bloque rojo lograra los 90 escaños de la mayoría en el Folketing, la primera ministra Mette Frederiksen anunció que al día siguiente presentaría su renuncia porque su objetivo tras esta elección era formar un gobierno más amplio que sobrepasara el centro.
Por el contrario, en el bloque azul que logró 89 mandatos, Venstre que quedó en segundo lugar, logró su peor resultado de los últimos 34 años y perdió casi la mitad de los mandatos logrados en la elección anterior. Una de las razones de esta gran pérdida de escaños es la presencia de los Moderados, el partido formado previo a esta elección por el ex primer ministro Lars Løkke Rasmussen quien logró 16 parlamentarios con su intención de posicionarse entre ambos bloques. Dependiendo de las negociaciones, sus mandatos podrían ser importantes para formar gobierno. Otro partido importante por su votación fueron los Demócratas de Dinamarca que se ubicaron como el segundo mayor partido del bloque azul con el 8,08% de los votos.
Solo dos de los partidos que se presentaron no lograron escaños debido a que no superaron el umbral electoral del 2% de los votos a nivel nacional. En esta elección, la participación (84,14%) se redujo en comparación a la última elección, no solo eso, sino también fue la más baja desde 1994.

Bloque ganador por distrito electoral (opstillingkredse) y circunscripción (storkreds).

| Partido                            | Partido                            | Votos     | %     | Escaños | +/–   |
| ---------------------------------- | ---------------------------------- | --------- | ----- | ------- | ----- |
|                                    | Socialdemócratas (A)               | 973.244   | 27,54 | 50      | 2     |
|                                    | Venstre (V)                        | 470.289   | 13,31 | 23      | 20    |
|                                    | Moderados (M)                      | 327.659   | 9,27  | 16      | Nuevo |
|                                    | Partido Popular Socialista (F)     | 292.915   | 8,29  | 15      | 1     |
|                                    | Demócratas de Dinamarca (Æ)        | 285.614   | 8,08  | 14      | Nuevo |
|                                    | Alianza Liberal (I)                | 278.098   | 7,87  | 14      | 10    |
|                                    | Partido Popular Conservador (C)    | 194.808   | 5,51  | 10      | 2     |
|                                    | Alianza Roji-Verde (Ø)             | 182.305   | 5,16  | 9       | 4     |
|                                    | Partido Social Liberal (B)         | 133.802   | 3,79  | 7       | 9     |
|                                    | La Nueva Derecha (D)               | 129.410   | 3,66  | 6       | 2     |
|                                    | La Alternativa (Å)                 | 117.629   | 3,33  | 6       | 1     |
|                                    | Partido Popular Danés (O)          | 93.100    | 2,63  | 5       | 11    |
|                                    | Verdes Independientes (Q)          | 31.762    | 0,90  | 0       | Nuevo |
|                                    | Demócratas Cristianos (K)          | 18.503    | 0,52  | 0       | 0     |
|                                    | Independientes                     | 4.241     | 0,14  | 0       | 0     |
|                                    |                                    |           |       |         |       |
| Votos válidos                      | Votos válidos                      | 3.533.379 | 98,37 |         |       |
| Votos inválidos/en blanco          | Votos inválidos/en blanco          | 58.660    | 1,63  |         |       |
| Total                              | Total                              | 3.592.039 | 100   | 175     | 0     |
| Votantes registrados/participación | Votantes registrados/participación | 4.269.039 | 84,14 |         |       |
| Fuente: Estadísticas Dinamarca     |                                    |           |       |         |       |

### Islas Feroe
Los dos escaños se adjudicaron para los mismos partidos que en las elecciones anteriores. Tanto el Partido Unionista, que fue nuevamente el primer partido, como el Partido de la Igualdad aumentaron levemente sus porcentajes de votos. Como novedad ocurrió que uno de los escaños fue ganado por una mujer, Anna Falkenberg, hecho que solo había ocurrido una vez cuando Lisbeth L. Petersen lo logró en las elecciones de 2001.

Partido ganador en las Islas Feroe por área electoral.

| Partido                            | Partido                            | Votos  | %    | Escaños | +/– |
| ---------------------------------- | ---------------------------------- | ------ | ---- | ------- | --- |
|                                    | Partido Unionista (B)              | 8.198  | 30,2 | 1       | 0   |
|                                    | Partido de la Igualdad (C)         | 7.659  | 28,2 | 1       | 0   |
|                                    | República (E)                      | 4.927  | 18,1 | 0       | 0   |
|                                    | Partido Popular (A)                | 4.222  | 15,5 | 0       | 0   |
|                                    | Partido de Centro (H)              | 1.217  | 4,5  | 0       | 0   |
|                                    | Progreso (F)                       | 936    | 3,4  | 0       | 0   |
|                                    |                                    |        |      |         |     |
| Votos válidos                      | Votos válidos                      | 27.159 | 99,2 |         |     |
| Votos inválidos/en blanco          | Votos inválidos/en blanco          | 219    | 0,8  |         |     |
| Total                              | Total                              | 27.378 | 100  | 2       | 0   |
| Votantes registrados/participación | Votantes registrados/participación | 38.393 | 71,3 |         |     |
| Fuente: Kringvarp Føroya           |                                    |        |      |         |     |

### Groenlandia
Siumut logró la mayor cantidad de votos y superó a Inuit Ataqatigiit, a diferencia de la elección pasada donde las posiciones fueron a la inversa. Ambos partidos del bloque rojo lograron los dos mandatos, al igual que en las últimas seis elecciones. En esta elección, la participación fue la más baja en 35 años (47,8%).
| Partido                            | Partido                            | Votos  | %    | Escaños | +/– |
| ---------------------------------- | ---------------------------------- | ------ | ---- | ------- | --- |
|                                    | Siumut (S)                         | 7.424  | 37,6 | 1       | 0   |
|                                    | Inuit Ataqatigiit (IA)             | 4.852  | 24,6 | 1       | 0   |
|                                    | Demócratas (D)                     | 3.656  | 18,5 | 0       | 0   |
|                                    | Partii Naleraq (PN)                | 2.416  | 12,2 | 0       | 0   |
|                                    | Atassut (A)                        | 720    | 3,6  | 0       | 0   |
|                                    | Otro                               | 176    | 0,9  | 0       | 0   |
|                                    |                                    |        |      |         |     |
| Votos válidos                      | Votos válidos                      | 19.244 | 97,5 |         |     |
| Votos inválidos/en blanco          | Votos inválidos/en blanco          | 490    | 2,5  |         |     |
| Total                              | Total                              | 19.734 | 100  | 2       | 0   |
| Votantes registrados/participación | Votantes registrados/participación | 41.305 | 47,8 |         |     |
| Fuente: Qinersineq                 |                                    |        |      |         |     |

## Consecuencias
Hubo grandes cambios en los parlamentarios en comparación al período anterior, debido a que fueron elegidos 64 nuevos miembros para el Folketing. Solo hubo un recambio mayor en las elecciones de 2011 y de 1973, donde 66 y 79 nuevas personas lograron un escaño, respectivamente. Además, nunca antes fueron elegidas tantas mujeres para el parlamento, esta vez se superó la barrera del 40% que no había sido sobrepasada por décadas, pues se eligieron 79 mujeres, lo que corresponde a un 44%.
Debido a los malos resultados de para el Partido Social Liberal, su líder Sofie Carsten Nielsen, renunció a su cargo en el partido al día siguiente de la elección. Rápidamente, el día jueves, el nuevo grupo parlamentario del partido eligió a Martin Lidegaard como nuevo líder.

## Formación de gobierno
Tal como había dicho previo a las elecciones, la primera ministra Mette Frederiksen, buscaría formar un gobierno más allá del centro, por lo tanto, presentó la renuncia de su gobierno, conformado solo por los Socialdemócratas, a la Reina Margarita II el día posterior a la elección. Así se dio inicio formal a la conformación de un nuevo gobierno. Tras la reunión con la reina en el Palacio de Amalienborg, Frederiksen fue nombrada como examinadora real para que intentara formar gobierno. Su intención fue tener conversaciones con todos los partidos y serían según el orden de votación en la elección, en consecuencia, comenzó el día viernes con Venstre.
Los primeros partidos que abandonaron las negociaciones fueron los Demócratas de Dinamarca y La Nueva Derecha, luego el 23 de noviembre, les siguieron la Alianza Roji-Verde y La Alternativa. El 3 de diciembre, el líder del Partido Popular Conservador anunció que no continuarían en las negociaciones porque no era compatible con las promesas realizadas durante la campaña. Por su parte, el Partido Popular Socialista anunció su retiro de las conversaciones el 7 de diciembre, ya que, la mesa de negociación se había "vuelto demasiado azul", por lo tanto, pasarían a la oposición. El 13 de diciembre, el Partido Social Liberal anunció que no serían parte de un gobierno amplio. Más tarde, ese mismo día, luego de 42 días de negociaciones, Frederiksen informó a la reina que los Socialdemócratas, Venstre y los Moderados estaban listos para formar gobierno. Que los Socialdemócratas y Venstre formaran un gobierno en conjunto solo había ocurrido una vez después de la Segunda Guerra Mundial, hace más de 40 años, en 1978, durante una crisis económica. Finalmente, el 15 de diciembre tomó el cargo el nuevo gobierno, nuevamente liderado por Frederiksen quien incorporó al líder de Venstre, Jakob Ellemann-Jensen, como ministro de defensa y al líder de los Moderados, Lars Løkke Rasmussen, como ministro de relaciones exteriores. El nuevo gobierno se conformó con 23 ministros, tres más que el anterior, mientras nueve ministros socialdemócratas abandonaron sus cargos.